# Albatros Point
Der Albatros Point (englisch; bulgarisch нос Албатрос nos Albatros) ist eine 600 m lange, größtenteils vereiste und felsige Landspitze an der Nordküste der Trinity-Insel im Palmer-Archipel westlich der Antarktischen Halbinsel. Sie bildet 5,35 km südöstlich des Kap Wollaston, 6,8 km westlich des Kap Neumayer und 5,7 km nordöstlich des Consecuencia Point die östliche Begrenzung der Einfahrt zur Lorna Cove.
Britische Wissenschaftler kartierten sie 1978. Die bulgarische Kommission für Antarktische Geographische Namen benannte sie 2018 nach dem bulgarischen Trawler Albatros, der von den 1970er bis in die frühen 1990er Jahre zum Fischfang in den Gewässern um Südgeorgien, um die Kerguelen, um die Südlichen Orkneyinseln und  um die Südlichen Shetlandinseln tätig war.